# 朱雀国家森林公园
朱雀国家森林公园又稱陝西朱雀国家森林公园或西安朱雀国家森林公园，是位於中華人民共和國陝西省西安市鄠邑区的一個中華人民共和國國家森林公園以及国家AAAA级景区。公园面積26.21平方公里，分為5大景区和105个景点。公园内的山脉为秦岭。公園成立於1992年，1999年升級為國家森林公園。

## 外部連結
- 官方网站